# Soumya Sarkar
Soumya Sarkar (bengalisch সৌম্য সরকার; * 25. Februar 1993 in Satkhira, Bangladesch) ist ein bangladeschischer Cricketspieler, der seit 2014 für die bangladeschische Nationalmannschaft spielt.

## Kindheit und Ausbildung
Soumya hat zwei Brüder. Er fand Aufnahme in das Sport-Institut und konnte dann in Schulmeisterschaften überzeugen. Er war Teil der bangladeschischen Vertretung bei den ICC U19-Cricket-Weltmeisterschaft 2010 und 2012.

## Aktive Karriere

### Anfänge in der Nationalmannschaft
Soumya gab sein First-Class-Debüt für Khulna in der Saison 2010/11. Nachdem er für die bangladeschische A-Nationalmannschaft überzeugen konnte, gab er im Dezember 2014 in der ODI-Serie gegen Simbabwe sein Nationalmannschafts-Debüt. Daraufhin wurde er für den Cricket World Cup 2015 nominiert, wo ihm gegen Neuseeland ein Fifty über 51 Runs gelang. Nach dem Turnier kam Pakistan für eine Tour nach Bangladesch. Dort erzielte er ein Century über 127* Runs aus 110 Bällen, wofür er als Spieler des Spiels ausgezeichnet wurde. Auch gab er bei der Tour sein Test- und Twenty20-Debüt. In der Saison 2015 folgte dann ein Fifty (54 Runs) gegen Indien und zwei weitere (88* und 90 Runs) gegen Südafrika. Für die Serie gegen Südafrika wurde er jeweils als Spieler des Spiels und der Serie gekürt und sorgte so für die Qualifikation Bangladeschs für die kommende Champions Trophy. Im November 2015 erlitt er eine Bauchmuskelverletzung und musste mehrere Wochen aussetzen. Zum Jahresbeginn erhielt er dann einen zentralen Vertrag mit dem bangladeschischen Verband. Er war dann Teil des bangladeschischen Teams beim Asia Cup 2016 und führte es dort mit 48 Runs gegen Pakistan in das Finale, wofür er ebenfalls ausgezeichnet wurde. Seine beste Leistung beim folgenden ICC World Twenty20 2016 waren 21 Runs gegen Indien.
Sein erstes Test-Fifty (86 Runs) gelang ihm im Januar 2017 in Neuseeland. Im März gelangen ihm in Sri Lanka im ersten Test zwei Fifties (71 & 53 Runs) und im zweiten ein weiteres (61 Runs). In Irland bestritt er im Mai ein Drei-Nationen-Turnier, wobei er je ein Fifty gegen Neuseeland (61 Runs) und den Gastgeber (87* Runs). Seine beste Leistung bei der ICC Champions Trophy 2017 waren 28 Runs gegen den Gastgeber England. Im Februar 2018 erreichte er ein Fifty über 51 Runs in der Twenty20-Serie gegen Sri Lanka. Gegen Simbabwe erzielte er zum Beginn der Saison 2018/19 ein Cedtury über 117 Runs aus 92 Runs, wofür er ausgezeichnet wurde. Im Dezember folgte ein Fifty über 80 Runs in der ODI-Serie gegen die West Indies. Zum Ende der Saison folgte dann sein erstes Test-Century über 149 Runs aus 171 Bällen in Neuseeland. Im Sommer 2019 erzielte er in einem Drei-Nationen-Turnier in Irland insgesamt drei Fifties (74, 54 und 66 Runs) gegen die West Indies. Beim Cricket World Cup 2019 war dann seine beste Leistung 3 Wickets für 58 Runs als Bowler gegen Australien. Nach dem Turnier gelangen ihm in Sri Lanka im dritten ODI neben einem Fifty über 69 Runs drei Wickets (3/56).

### Fokus auf die kurzen Formate
Im März 2020 erzielte er in den Twenty20s gegen Simbabwe ein Fifty über 62* Runs. Ein Jahr später folgte ein weiteres Fifty (51 Runs) in Neuseeland. In der Saison 2021 folgten dann zwei weitere (50 und 68 Runs) in der Twenty20-Serie in Simbabwe. Damit glenag es sich in den Kader für den ICC Men’s T20 World Cup 2021 zu spielen, wo seine ebste Leistung 17 Runs gegen die West Indies waren. Bei der ICC Men’s T20 World Cup 2022 wurde er erst kurz vor dem Turnier für den Kader nachnominiert. Seine beste Leistung dort waren dann 20 Runs gegen Pakistan. Im Jahr darauf verpasste er die Nominierung für den Cricket World Cup 2023, womit er erstmals seit seinem Debüt eine Weltmeisterschaft verpasste. Nach dem Turnier gelang ihm in Neuseeland ein Century über 169 Runs aus 151 Bällen in den ODIs, wofür er ausgezeichnet wurde. Im März folgte ein Fifty über 68 Runs gegen Sri Lanka. Daraufhin wurde er für den ICC Men’s T20 World Cup 2024 nominiert.